# پرایس‌واترهاوس‌کوپرز
پرایس واتر هاوس کوپرز (به انگلیسی: PricewaterhouseCoopers) شرکت خدمات حرفه‌ای چندملیتی بریتانیایی است، که در زمینه ارائه خدمات مشاوره مدیریت، مشاوره مالی و سرمایه‌گذاری، مشاوره حقوقی و مالیاتی، بیم‌سنجی، خدمات حسابداری و حسابرسی فعالیت می‌کند و هم‌اکنون پس از شرکت دیلویت به‌عنوان دومین شرکت خدمات حرفه‌ای جهان محسوب می‌شود.
شرکت پرایس واتر هاوس کوپرز، در کنار شرکت‌های ارنست اند یانگ، دیلویت و کی‌پی‌ام‌جی، چهار شرکت بزرگ حسابرسی در جهان محسوب می‌شوند. درآمد سالیانه این شرکت، در سال ۲۰۱۴ بیش از ۳۴ میلیارد دلار بوده و شمار کارکنان آن در ۱۵۶ کشور جهان، بیش از ۱۹۰ هزار نفر می‌باشد. ریشه‌های تأسیس این شرکت به سال ۱۸۴۹ و تأسیس شرکت پرایس واتر هاوس بازمی‌گردد. شاخه دیگر از این شرکت، کوپر برادرز می‌باشد، که در سال ۱۸۵۴ توسط ویلیام کوپرز تأسیس شد. فرم فعلی شرکت پرایس واتر هاوس کوپرز، حاصل ادغام شرکت‌های پرایس واتر هاوس و کوپرز برادرز در سال ۱۹۹۸ می‌باشد. در حال حاضر دفتر مرکزی این شرکت در شهر لندن قرار دارد.